# Sale Sharks
Sale Sharks este un club englez profesionist de rugby, care în prezent evoluează în Aviva Premiership, primul eșalon al sistemului competițional de rugby din Anglia.

## Lotul actual
Actualizat pentru sezonul 2015–16.
Notă: Steagurile indică naționalitatea după cum e definită de regulile World Rugby. Jucătorii pot deține mai mult de o cetățenie.
| Jucător              | Post            | Uniune |
| -------------------- | --------------- | ------ |
| Neil Briggs          | Taloneur        | ENG    |
| Cameron Neild        | Taloneur        | ENG    |
| Tommy Taylor         | Taloneur        | ENG    |
| Maxim Cobîlaș        | Pilier          | MDA    |
| Vadim Cobîlaș        | Pilier          | MDA    |
| James Flynn          | Pilier          | ENG    |
| Ross Harrison        | Pilier          | ENG    |
| Eifion Lewis-Roberts | Pilier          | WAL    |
| Brian Mujati         | Pilier          | RSA    |
| Ciaran Parker        | Pilier          | ENG    |
| Bryn Evans           | Linia a II-a    | NZL    |
| Jonathan Mills       | Linia a II-a    | WAL    |
| George Nott          | Linia a II-a    | WAL    |
| Andrei Ostrikov      | Linia a II-a    | RUS    |
| Daniel Braid         | Flanker         | NZL    |
| TJ Ioane             | Flanker         | SAM    |
| Magnus Lund          | Flanker         | ENG    |
| David Seymour        | Flanker         | ENG    |
| Josh Beaumont        | Închizător (N8) | ENG    |
| Mark Easter          | Închizător (N8) | ENG    |
| Viliami Fihaki       | Închizător (N8) | TON    |

| Jucător        | Post                   | Uniune |
| -------------- | ---------------------- | ------ |
| Chris Cusiter  | Mijlocaș la grămadă    | SCO    |
| James Mitchell | Mijlocaș la grămadă    | ENG    |
| Peter Stringer | Mijlocaș la grămadă    | IRE    |
| Danny Cipriani | Mijlocaș la deschidere | ENG    |
| Joe Ford       | Mijlocaș la deschidere | ENG    |
| Nick Macleod   | Mijlocaș la deschidere | WAL    |
| Will Addison   | Centru de treisferturi | ENG    |
| Mark Jennings  | Centru de treisferturi | ENG    |
| Johnny Leota   | Centru de treisferturi | SAM    |
| Sam Tuitupou   | Centru de treisferturi | NZL    |
| Tom Brady      | Aripă de treisferturi  | ENG    |
| Nev Edwards    | Aripă de treisferturi  | ENG    |
| Charlie Ingall | Aripă de treisferturi  | ENG    |
| Phil Mackenzie | Aripă de treisferturi  | CAN    |
| Tom Arscott    | Aripă de treisferturi  | ENG    |
| Mike Haley     | Fundaș                 | ENG    |
| Sam James      | Fundaș                 | ENG    |

## Jucători notabili
| - Ignacio Fernández Lobbe - Juan Martín Fernández Lobbe - Graeme Bond - Cameron Shepherd - Jan Macháček - Pete Anglesea - David Baldwin - Jos Baxendell - Chris Bell - Chris Brightwell - Tony Bond - Ben Cohen - Fran Cotton - Sean Cox - Rhys Crane - Mark Cueto - Steve Diamond - Eric Evans - Ben Foden - Barry Foy - Steve Hanley |  | - Charlie Hodgson - G.A.M. Isherwood - Chris Jones - Selorm Kuadey - Chris Leck - Jim Mallinder - Barrie-Jon Mather - Dewi Morris - Joe Mycock - David Rees - Jason Robinson - Nic Rouse - Alex Sanderson - Pat Sanderson - Dean Schofield - Hal Sever - Steve Smith - Mathew Tait - Henry Thomas - Stuart Turner - Andy Titterell - Trevor Woodman - Richard Wigglesworth |  | - Sébastien Bruno - Sébastien Chabal - Valentin Courrent - Lionel Faure - Julien Laharrague - Sisa Koyamaibole - Tony Buckley - Alberto De Marchi - Luke McLean - Shane Howarth - Luke McAlister - Kristian Ormsby - Kirill Kulemin - Apollo Perelini - Anitelea Tuilagi - Paul Williams - Alasdair Dickinson - Ken Fyfe - Richie Gray - Nathan Hines - Gavin Kerr - Rory Lamont - Fraser McKenzie - Richie Vernon |  | - Bryan Redpath - Jason White - Oriol Ripol - Sililo Martens - Epi Taione - Mike Hercus - Rob Appleyard - Jonathan Bryant - Brent Cockbain - Claude Davey - Dafydd James - Dwayne Peel - Andy Powell - Mark Taylor - Lee Thomas - Paul Turner - Wilf Wooller |  |

## Palmares
- Middlesex Sevens

Campioană: 1936
- Glengarth Sevens

Davenport Plate Champions: 1968, 1985
Main Event Champions: 1978
- Courage League National Division Two

Campioană: 1993-94
- European Challenge Cup

Campioană: 2002, 2005
- Melrose Sevens

Campioană: 2003
- English Premiership

Campioană: 2006